# Billy Idol (Album)
Billy Idol ist das erste Album, das der britische Sänger Billy Idol nach dem Ende der Band Generation X als Solokünstler aufnahm und 1982 veröffentlichte. Es begründete eine jahrelange Zusammenarbeit mit dem Gitarristen Steve Stevens, die zunächst bis 1989 hielt und sich ab 2005 mit dem Album Devil’s Playground fortsetzte.

## Hintergrund
Die 1976 gegründete Punkband Generation X brachte im Laufe ihres Bestehens in unterschiedlicher Besetzung insgesamt drei Alben heraus. Als das letzte Album, Kiss Me Deadly, 1981 veröffentlicht wurde, hatte sich die Gruppe bereits aufgelöst. Billy Idol ging in die USA, um den Pop-Markt zu erobern. Hierbei entfernte er sich musikalisch weit von seinen Ursprüngen. Entdeckt und gefördert wurde er von dem damals sehr einflussreichen Kiss-Manager Bill Aucoin.
Sein Debütalbum nahm Idol in den Westlake Audio-Studios auf. Zehn Lieder wurden für das Album ausgewählt, das am 16. Juli 1982 als Schallplatte und Musikkassette erschien. Die Veröffentlichung auf CD erfolgte erst 1984.
Im August wurde der nicht auf dem Album enthaltene Titel Mony Mony, eine Coverversion des 1968 erschienenen Liedes von Tommy James & the Shondells, als Single veröffentlicht, bewirkte aber nichts in den Musikcharts. Die beiden folgenden Singles, Hot in the City und White Wedding wurden im Mai bzw. im Oktober 1982 herausgebracht und stiegen in die Charts ein.

## Titelliste
| Nr.          | Titel                 | Autor(en)                 | Länge |
| ------------ | --------------------- | ------------------------- | ----- |
| 1.           | Come on, Come on      | Billy Idol, Steve Stevens | 4:00  |
| 2.           | White Wedding, Part 1 | Idol                      | 4:11  |
| 3.           | Hot in the City       | Idol                      | 3:40  |
| 4.           | Dead on Arrival       | Idol                      | 6:12  |
| 5.           | Nobody’s Business     | Idol                      | 4:06  |
| 6.           | Love Calling          | Idol, Keith Forsey        | 4:48  |
| 7.           | Hole in the Wall      | Idol                      | 4:14  |
| 8.           | Shooting Stars        | Idol, Stevens             | 4:46  |
| 9.           | It’s So Cruel         | Idol, Philip Hawk         | 5:20  |
| 10.          | Congo Man             | Idol, Forsey              | 1:08  |
| Gesamtlänge: | Gesamtlänge:          | Gesamtlänge:              | 39:51 |

## Expanded Edition (2023)
Am 28. Juli 2023 erschien eine Expanded Edition des Albums auf zwei CDs. Neben den Titeln der ersten Ausgabe sind ein bisher unveröffentlichtes Konzert mit 15 Songs aus dem Jahr 1982, das live im Roxy in West Hollywood aufgenommen wurde, enthalten. Ebenfalls auf dem Jubiläumsalbum ist die bisher unveröffentlichte, über 12 Minuten lange Version des Klassikers White Wedding.
Trackliste CD 1:
| 1  | Come On, Come On                        | 4:00  |
| 2  | White Wedding (Pt. 1 / Remastered 2002) | 4:14  |
| 3  | Hot In The City (Single Version)        | 3:39  |
| 4  | Dead On Arrival                         | 3:54  |
| 5  | Nobody's Business                       | 4:09  |
| 6  | Love Calling                            | 4:58  |
| 7  | Hole In The Wall                        | 4:14  |
| 8  | Shooting Stars                          | 4:35  |
| 9  | It's So Cruel                           | 5:20  |
| 10 | Congo Man                               | 0:58  |
| 11 | White Wedding (Clubland Extended Remix) | 12:38 |

Trackliste CD 2 (Live From The Roxy, West Hollywood, 12. August 1982):
| 1  | Baby Talk           | 3:12 |
| 2  | Untouchables        | 4:02 |
| 3  | Come On, Come On    | 4:50 |
| 4  | Hot In The City     | 4:06 |
| 5  | Dead On Arrival     | 4:12 |
| 6  | Heavens Inside      | 3:00 |
| 7  | Ready Steady Go     | 3:18 |
| 8  | Hole In The Wall    | 5:29 |
| 9  | Shooting Stars      | 4:24 |
| 10 | Kiss Me Deadly      | 5:10 |
| 11 | White Wedding       | 6:48 |
| 12 | Nobody's Business   | 4:45 |
| 13 | Dancing With Myself | 5:47 |
| 14 | Mony Mony           | 4:30 |
| 15 | Triumph             | 3:58 |